# Alcalá de Moncayo
Alcalá de Moncayo település Spanyolországban,  Zaragoza tartományban. Alcalá de Moncayo Ambel, Añón de Moncayo, Bulbuente és Vera de Moncayo községekkel határos. Lakosainak száma 153 fő (2024).

## Népesség
A település lakosságának változását az alábbi diagram mutatja:
| Lakosok száma | 143  | 144  | 157  | 155  | 193  | 183  | 152  | 143  | 157  | 153  |
|               | 2001 | 2004 | 2007 | 2009 | 2012 | 2014 | 2017 | 2019 | 2022 | 2024 |